# Понтификальная торжественная месса

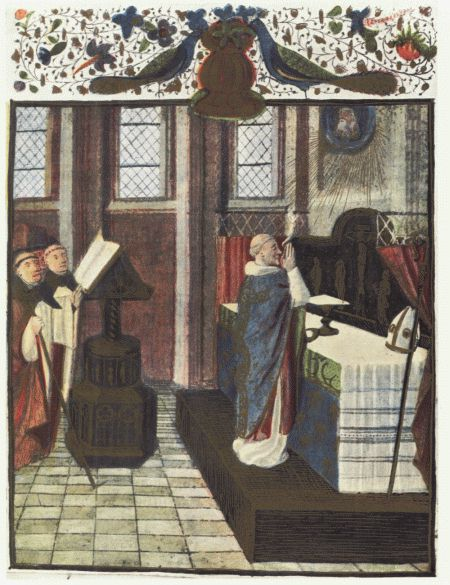
Понтификальная Петая Месса из Миссала XV века. Британский музей

Понтификальная торжественная месса в контексте Тридентской мессы Католической церкви также Архиерейская торжественная месса, Епископская торжественная месса, или Торжественная месса служится епископом с использованием определённых предписанных обрядов. Термин также используется среди англо-католических англикан.

## Происхождение
В Ранней Церкви, месса, как правило, служилась епископом, с другим духовенством. В римском обряде это превратилось в форму Торжественной мессы служащей епископом в сопровождении диакона, субдиакона, помогающих диаконов, кадильщика, псаломщик(ов) и других министрантов, под руководством священника, действующего в качестве церемониймейстера. Чаще всего конкретные части, назначенные диакону и субдиакону, исполняются священниками. Частей, подлежащих произнесению вслух все читались нараспев (распевались), кроме того, что молитва у подножия алтаря, которая до реформы папы Пия V произносилась в сакристии или во время процессиального входа, тихо произносились епископом с диаконом и субдиаконам, а хор пел Introit.
Полная Понтификальная торжественная месса проводится, когда епископ служит мессу на троне (или кафедре) в своем кафедральном соборе, или с разрешением на троне в другом диоцезе.
Малая месса, служащая епископом почти совпадает с оной служащей священником, кроме того, что епископ надевает манипулу только после молитвы у подножия алтаря. Епископ также дарует Понтификальное торжественное благословение и использует приветствие «мир вам», а не то, что используется священником или диаконом, «Господь с вами».

## Отличия от обычной Торжественной Мессы

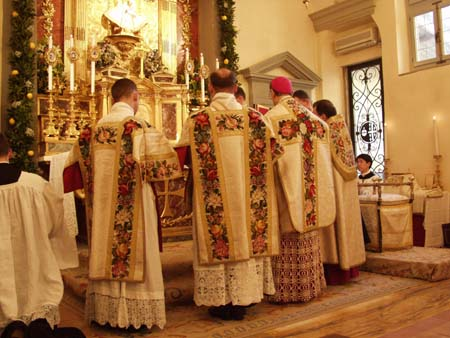
Понтификальная месса в Нидерландах

### Служение епископом Мессы, кроме папы римского
В отличие от служения священника, епископ служит почти всю первую половину Торжественной мессы (до оффертория) на кафедре (часто упоминается как его трон) слева от алтаря. Вместо того чтобы сказать Dominus vobiscum («Господь с вами»), как открывающее литургическое приветствие, епископ говорит Pax vobis («мир вам»).
Епископ также носит облачения в дополнение к тем, которые носит священник:
- Далматика — отличительное облачение диакона, носится под епископской казулой, чтобы показать, что он имеет полномочия таинства священства;
- Туника — особенное облачение субдиакона, носится под епископской далматикой, далее, чтобы показать полноту духовного сана. С XIX века она выглядит почти точно так же, как далматика;
- Митра — головной убор епископа;
- Пасторал — епископский загнутый посох;
- Литургические чулки (церемониальные чулки) — наряду с епископскими туфлями специально оформленная форма обуви, в форме легких туфлей;
- Наперсный крест;
- Литургические перчатки;
- Митрополит-архиепископ, служащий Мессу в пределах своей провинции (над которой он обладает юрисдикцией), носит паллий над казулой, в знак особых полномочий, предоставленных ему папой римским, но которые юридически не является широкими, выше епископов-суффраганов. Митрополиту-архиепископу не нужно разрешение одного из своих епископов-суффраганов на служение мессы в одной из суффраганных церквей (или даже собора), но обычно он это делает как знак уважения.

Когда епископ сидит на кафедре, специальная шёлковая ткань, называемая «гремиал», такого же литургического цвета, что и епископское облачение, разложена на коленях.

### Папская месса
Папская понтификальная торжественная месса, когда служится с полной торжественностью, ещё более сложная. Евангелие и Послания пели не только на латинском языке диакон и субдиакон латинского обряда, а также на греческом языке восточное духовенство, носящее облачения собственного обряда и соблюдая свои обычаи, такие, как размещение диаконского ораря на книги Евангелия и отдание поклона, а не преклонение колен. Это было сделано, чтобы подчеркнуть единство Вселенской католической церкви, созданной как Восточной и Западной (латинского обряда) церкви в полном общении (если латинский язык используется в Папской мессе, эта практика сохраняется, как это видно на папской интронизации начала понтификата папы Бенедикта XVI).
На преподнесении Святых Даров (гостии и каликса), Silveri играли симфонии на трубах из уже не существующей Дворянской гвардии. Звездица — в евхаристическом претворении в восточных обрядах, в которых она имеет иную определённую форму, чем двенадцатилучевая звездица, которая используется на папских мессах — используется для покрытия гостии на патене, когда оно принесена до папы на его трон для Причащения. Папа пил освящённое вино (превратившееся в кровь Христа) через золотую трубочку. (Даже для мирян, использование трубочки (Общая инструкция Римского миссала, 248—250) является одним из четырёх способов, предусмотренных в пересмотренном Римском миссале 1970 года для причащения из каликса). Кроме того, это было обычным для некоторых хлеба и вина используемых на Мессе для потребления, в качестве меры предосторожности против яда или непригодной материи, ризничим и виночерпием в присутствии папы на оффертории и снова перед Pater Noster в короткий церемонии, называемой praegustatio.

### Англиканское использование термина
В англо-католической традиции англиканства, термин «Понтификальная торжественная месса» может относиться к мессе служащей с традиционными тридентскими церемониями, описанными выше. Литургические пособия, такие, как Ritual Notes обеспечивает основу для включения в тридентский церемониал службы Книге общих молитв. В целом, термин может относиться к любой Торжественной мессе служащей епископом, как правило, в присутствии его или её на троне. Понтификальная торжественная месса является одной из четырёх полных форм понтифиакальных торжеств, другие три из которых — Понтификальная вечерня, Месса в присутствии значительного прелата, и Торжественная вечерня в присутствии значительного прелата. В своей более традиционной форме, министранты необходимы на служение диакона и иподиакона на Мессе, помогающих диаконов в далматике, и помогающего священника в плувиале и суперпеллицеуме, который выступает в качестве епископского капеллана, наряду с обычными прислужниками.